# جهاز مستقبل مصر للتنمية المستدامة
جهاز مستقبل مصر للتنمية المستدامة أنشئ طبقاً لقرار رئيس الجمهورية رقم 591 لسنة 2022 بإنشاء جهاز مستقبل مصر للتنمية المستدامة. بدأ نشاط الجهاز تحت إشراف القوات الجوية المصرية بغرض المساهمة في مشاريع استصلاح الأراضي الصحراوية في مصر. يعمل الجهاز على استصلاح الأراضي الجديدة بالصحراء الغربية والصحراء الشرقية شمال وجنوب مصر، وذلك بجانب كيانات حكومية أخرى تعمل في ذات المجال مثل:
- شركة تنمية الريف المصري الجديد
- الشركة الوطنية لاستصلاح وزراعة الأراضي
- الشركة الوطنية للزراعات المحمية
- الشركة القابضة لاستصلاح الأراضي وأبحاث المياه الجوفية
- الهيئة العامة لمشروعات التعمير والتنمية الزراعية

## مشروعات الجهاز
- مشروع الدلتا الجديدة: هو مشروع لاستصلاح أراضي جديدة بالصحراء الغربية بمساحة مستهدفة 2.2 مليون فدان، تمتد في نطاق 4 محافظات هي الجيزة ومطروح والبحيرة والفيوم، بمواجهة 120 كم تقريبا على محور الضبعة وعمق من 60 إلى 70 كم، على بعد 30 دقيقة من مدينة 6 أكتوبر.[5][6][7]
- مشروع سنابل سونو: لاستصلاح أراضي جديدة بالصحراء الغربية جنوب مصر (شرق وغرب الطريق الصحراوي الغربي) باستخدام المياه الجوفية، بمساحة مستهدفة 650 ألف فدان.[7][8][9][10]
- مشروع المنيا وبني سويف: لاستصلاح مساحة حوالي 62 ألف فدان.[7][11]
- مشروع قطاع السادات: لاستصلاح مساحة حوالي 41 ألف فدان.[7]
- مشروع الداخلة العوينات: لاستصلاح أراضي جديدة بالصحراء الغربية، بمساحة مستهدفة 660 ألف فدان.[7]
- مشروع الكفرة: لاستصلاح أراضي جديدة بالصحراء الغربية، بمساحة مستهدفة 600 ألف فدان.[7]
- مشروع سيناء: لاستصلاح أراضي جديدة بالصحراء الشرقية، بمساحة مستهدفة 450 ألف فدان.[7]
- مشروع الصوب الزراعية بمحور الضبعة: بمساحة حوالي 4500 فدان.[7]
- مشروع الصوب الزراعية بمنطقة اللاهون بمحافظة الفيوم: بمساحة حوالي 12 ألف فدان، تتوزع ما بين صوب (إسباني – مصري) لزارعة محاصيل الخُضروات ونباتات طبية وعطرية وزراعات الفاكهة وزهور القطف.[7][11]

## الشركات التابعة
- شركة مساندة.[12]
- شركة مدن.[13]
- شركة ديجيتال ترى.[14]
- شركة نيشنز أوف سكاي للتطوير العقاري.[15][16]
- الشركة العربية لإستصلاح الأراضي.[17] [18]

## التشريعات المنظمة
- قرار رئيس الجمهورية رقم 591 لسنة 2022 في شأن إنشاء جهاز مستقبل مصر للتنمية المستدامة.
- قرار رئيس الجمهورية رقم 114 لسنة 2024 في شأن تخصيص بعض الأراضي.[19]
- قرار رئيس الجمهورية رقم 285 لسنة 2024 في شأن تخصيص بعض الأراضي.[20]
- قرار رئيس الجمهورية رقم 338 لسنة 2024 في شأن تخصيص بعض الأراضي.[21]
- قرار رئيس الجمهورية رقم 339 لسنة 2024 في شأن تخصيص بعض الأراضي.[22]
- قرار رئيس الجمهورية رقم 538 لسنة 2024 في شأن تخصيص بعض الأراضي.

## المديرين التنفيذيين
- بهاء الدين الغنام.[23]

## وصلات خارجية
- الموقع الرسمي للجهاز.
- الصفحة الرسمية للجهاز على موقع فيس بوك.